# Pedunculozetes minutus
Pedunculozetes minutus är en kvalsterart som beskrevs av Hammer 1967. Pedunculozetes minutus ingår i släktet Pedunculozetes och familjen Chamobatidae. Inga underarter finns listade i Catalogue of Life.